# 岡山県警察部
岡山県警察部（おかやまけんけいさつぶ）は、戦前の内務省監督下の岡山県が設置した府県警察部であり、岡山県内を管轄区域とする。
1948年（昭和23年）3月6日に廃止となり、岡山県警察部は国家地方警察岡山県本部と岡山市警察などの自治体警察に再編されることになった。

## 沿革
- 1876年（明治9年）1月　岡山県庁に第四課と警察本局を設置。
- 1880年（明治13年）4月　岡山県警察本署に改称。
- 1886年（明治19年）8月　岡山県警察本部に改称。
- 1890年（明治23年）12月　岡山県警察部に改称。
- 1905年（明治38年）4月　岡山県第四部に改称。
- 1907年（明治40年）7月　岡山県警察部に改称。
- 1928年（昭和3年）7月　特別高等警察課を設置。
- 1945年（昭和20年）6月　水島空襲が起きる。
- 1945年（昭和20年）10月　特別高等警察が廃止。
- 1946年（昭和21年）3月　公安課（公安警察）を設置。

## 組織
1927年（昭和2年）時点
- 警務課
- 高等警察課
- 刑事課
- 保安課
- 衛生課
- 工場課

## 警察署
1927年（昭和2年）時点
- 岡山東警察署
- 岡山西警察署
- 金川警察署
- 味野警察署
- 宇野警察署
- 西大寺警察署
- 邑久警察署
- 瀬戸警察署
- 和気警察署
- 玉島警察署
- 笠岡警察署
- 矢掛警察署
- 井原警察署
- 総社警察署
- 新見警察署
- 高梁警察署
- 成羽警察署
- 倉敷警察署
- 津山警察署
- 勝山警察署
- 加美警察署
- 勝間田警察署
- 英田警察署
- 岡山水上警察署
- 笠岡水上警察署
- 牛窓水上警察署

## 歴代部長
| 代 | 官職名                      | 氏名       | 就任日         | 退任日         | 前職                     | 後職                       | 備考                 |
| -- | --------------------------- | ---------- | -------------- | -------------- | ------------------------ | -------------------------- | -------------------- |
| -  | 権大属兼一等警部 第四課長   | 友野信平   | 1876年1月7日   | 1876年12月27日 | 岡山県第一課詰           | 二級判事補                 |                      |
| -  | 一等警部 第四課長           | 貴島磯麿   | 1877年1月12日  | 1878年9月20日  | 岡山県第四課勤務         | 岡山県賀陽郡長             |                      |
| -  | 二等警部 第四課長           | 高津暉     | 1878年9月21日  | 1879年2月7日   | 岡山県第四課勤務         | -                          |                      |
| -  | 二等警部兼二等属 警察課長   | 高津暉     | 1879年2月7日   | 1880年4月22日  | -                        | -                          |                      |
| -  | 二等警部兼二等属 警察本署長 | 高津暉     | 1880年4月23日  | 1882年1月25日  | -                        | 岡山県少書記官             |                      |
| 1  | 警部長 警察本署長           | 中村忠順   | 1882年2月22日  | 1885年6月16日  | 岡山県警部               | 死去                       |                      |
| 2  | 警部長 警察本署長           | 渡辺佳介   | 1885年7月9日   | 1886年7月20日  | 石川県警部長             | -                          |                      |
| 2  | 警部長 警察本部長           | 渡辺佳介   | 1886年7月20日  | 1889年10月22日 | -                        | 千葉県警部長               |                      |
| 3  | 警部長 警察本部長           | 龍岡信熊   | 1889年10月22日 | 1890年10月11日 | 宮崎県警部長             | -                          |                      |
| 3  | 警部長 警察部長             | 龍岡信熊   | 1890年10月11日 | 1891年5月16日  | -                        | 滋賀県警部長               |                      |
| 4  | 警部長 警察部長             | 竹内寿貞   | 1891年5月18日  | 1895年9月27日  | 宮城県黒川郡・加美郡長   | 山形県警部長               |                      |
| 5  | 警部長 警察部長             | 藤崎供秀   | 1895年9月27日  | 1895年12月20日 | 山形県警部長             | 非職                       |                      |
| 6  | 警部長 警察部長             | 床次竹二郎 | 1895年12月20日 | 1896年6月17日  | 宮城県参事官             | 山形県書記官               |                      |
| 7  | 警部長 警察部長             | 桜井鉄太郎 | 1896年6月17日  | 1897年4月26日  | 石川県参事官             | 茨城県書記官               |                      |
| 8  | 警部長 警察部長             | 六角耕雲   | 1897年4月26日  | 1899年1月11日  | 京都府典獄               | 熊本県警部長               |                      |
| 9  | 警部長 警察部長             | 新妻駒五郎 | 1899年1月11日  | 1900年10月27日 | 京都府典獄               | 広島県警部長               |                      |
| 10 | 警部長 警察部長             | 小磯進     | 1900年10月27日 | 1902年10月20日 | 群馬県警部長             | 三重県警部長               |                      |
| 11 | 警部長 警察部長             | 萩原昌朔   | 1902年10月20日 | 1905年4月19日  | 大分県警部長             | -                          |                      |
| 11 | 事務官 第四部長 警務長      | 萩原昌朔   | 1905年4月19日  | 1907年7月13日  | -                        | -                          |                      |
| 11 | 事務官 警察部長 警務長      | 萩原昌朔   | 1907年7月13日  | 1907年11月8日  | -                        | 広島県事務官・警察部長     |                      |
| 12 | 事務官 警察部長 警務長      | 児玉利実   | 1907年11月8日  | 1913年6月13日  | 奈良県事務官・警察部長   | -                          |                      |
| 12 | 警察部長                    | 児玉利実   | 1913年6月13日  | 1914年4月4日   | -                        | 依願免本官                 |                      |
| 13 | 警察部長                    | 香坂昌康   | 1914年4月4日   | 1917年1月17日  | 愛媛県理事官             | 熊本県警察部長             |                      |
| 14 | 警察部長                    | 黒瀬弘志   | 1917年1月17日  | 1920年9月30日  | 警視庁官房特別高等課長   | 福岡県警察部長             |                      |
| 15 | 警察部長                    | 中野邦一   | 1920年9月30日  | 1921年10月7日  | 香川県警察部長           | 宮城県警察部長             |                      |
| 16 | 警察部長                    | 後藤多喜蔵 | 1921年10月7日  | 1922年10月16日 | 香川県警察部長           | 群馬県内務部長             |                      |
| 17 | 警察部長                    | 坪井勧吉   | 1922年10月16日 | 1923年10月27日 | 秋田県警察部長           | 香川県内務部長             |                      |
| 18 | 警察部長                    | 福田虎亀   | 1923年10月27日 | 1924年6月27日  | 福島県警察部長           | 警察講習所教授兼内務事務官 |                      |
| 19 | 警察部長                    | 阿部嘉七   | 1924年6月27日  | 1924年12月20日 | 高知県警察部長           | -                          |                      |
| 19 | 書記官 警察部長             | 阿部嘉七   | 1924年12月20日 | 1925年4月28日  | -                        | 兵庫県書記官・警察部長     |                      |
| 20 | 書記官 警察部長             | 天谷虎之助 | 1925年4月28日  | 1926年9月28日  | 福島県書記官・警察部長   | 愛知県書記官・警察部長     |                      |
| 21 | 書記官 警察部長             | 泉対信之助 | 1926年9月28日  | 1927年5月17日  | 徳島県書記官・警察部長   | 休職                       |                      |
| 22 | 書記官 警察部長             | 早川三郎   | 1927年5月17日  | 1928年2月28日  | 香川県書記官・警察部長   | 広島県書記官・警察部長     |                      |
| 23 | 書記官 警察部長             | 金井佐久   | 1928年2月28日  | 1929年1月30日  | 千葉県書記官・警察部長   | 佐賀県書記官・内務部長     |                      |
| 24 | 書記官 警察部長             | 三井饒     | 1929年1月30日  | 1929年7月8日   | 岩手県書記官・警察部長   | 休職                       |                      |
| 25 | 書記官 警察部長             | 大竹十郎   | 1929年7月8日   | 1930年1月12日  | 三重県書記官・警察部長   | 福岡県書記官・警察部長     |                      |
| 26 | 書記官 警察部長             | 薄田美朝   | 1930年1月12日  | 1931年11月9日  | 内務事務官               | 休職                       |                      |
| 27 | 書記官 警察部長             | 萱場軍蔵   | 1931年11月9日  | 1931年12月24日 | 秋田県書記官・警察部長   | 愛知県書記官・警察部長     |                      |
| 28 | 書記官 警察部長             | 鈴木登     | 1931年12月24日 | 1932年6月30日  | 高知県書記官・警察部長   | 宮城県書記官・警察部長     |                      |
| 29 | 書記官 警察部長             | 岩上夫美雄 | 1932年6月30日  | 1935年1月19日  | 奈良県書記官・警察部長   | 愛知県書記官・警察部長     |                      |
| 30 | 書記官 警察部長             | 石井政一   | 1935年1月19日  | 1936年4月25日  | 内務事務官               | 内務事務官兼内務書記官     |                      |
| 31 | 書記官 警察部長             | 広瀬永造   | 1936年4月25日  | 1937年6月5日   | 高知県書記官・警察部長   | 福岡県書記官・警察部長     |                      |
| 32 | 書記官 警察部長             | 桂定治郎   | 1937年6月5日   | 1937年7月8日   | 鳥取県書記官・警察部長   | 依願免本官                 |                      |
| 33 | 書記官 警察部長             | 泉守紀     | 1937年7月8日   | 1939年4月21日  | 埼玉県書記官・警察部長   | 宮城県書記官・経済部長     |                      |
| 34 | 書記官 警察部長             | 中村良三   | 1939年4月21日  | 1940年7月15日  | 和歌山県書記官・警察部長 | 兵庫県書記官・警察部長     |                      |
| 35 | 書記官 警察部長             | 豊島章太郎 | 1940年7月15日  | 1940年11月9日  | 愛媛県書記官・警察部長   | 警視庁保安部長             |                      |
| 36 | 書記官 警察部長             | 金井元彦   | 1940年11月9日  | 1942年1月13日  | 企画院                   | 内務書記官                 |                      |
| 37 | 書記官 警察部長             | 猪俣二郎   | 1942年1月13日  | 1942年7月7日   | 千葉県書記官・警察部長   | 内務省                     |                      |
| 38 | 書記官 警察部長             | 大橋武夫   | 1942年7月7日   | 1942年11月1日  | 厚生省労務監督官         | -                          |                      |
| 38 | 部長 警察部長               | 大橋武夫   | 1942年11月1日  | 1943年4月27日  | -                        | 休職                       |                      |
| 39 | 部長 警察部長               | 渡辺捨雄   | 1943年4月27日  | 1944年7月8日   | 警視庁消防部長           | 兵庫県部長・経済第二部長   |                      |
| 40 | 部長 警察部長               | 高橋良麿   | 1944年7月8日   | 1945年4月21日  | 内務書記官               | 東京都書記官               |                      |
| 41 | 部長 警察部長               | 青木大吾   | 1945年4月21日  | 1945年10月13日 | 警視庁消防部長           | 退職                       |                      |
| 42 | 部長 警察部長               | 西岡広吉   | 1945年10月13日 | 1945年10月27日 | -                        | -                          | 兼任 本務:岡山県部長 |
| 43 | 部長 警察部長               | 井上清一   | 1945年10月27日 | 1946年4月1日   | 内務書記官               | -                          |                      |
| 43 | 地方事務官 警察部長         | 井上清一   | 1946年4月1日   | 1946年7月13日  | -                        | 四国行政監察局             |                      |
| 44 | 地方事務官 警察部長         | 坂本徳太郎 | 1946年7月13日  | 1947年2月24日  | 滋賀県経済部長           | 京都府経済部長             |                      |
| 45 | 地方事務官 警察部長         | 熊野徳次郎 | 1947年2月24日  | 1948年3月6日   | 奈良県警察部長           | 岡山県警察長               |                      |

## 主な事件
- 山陽鉄道列車強盗殺人事件
- 観音丸事件
- 安田銀行玉島支店強盗殺人事件
- 津山三十人殺し